# Romantisme allemand

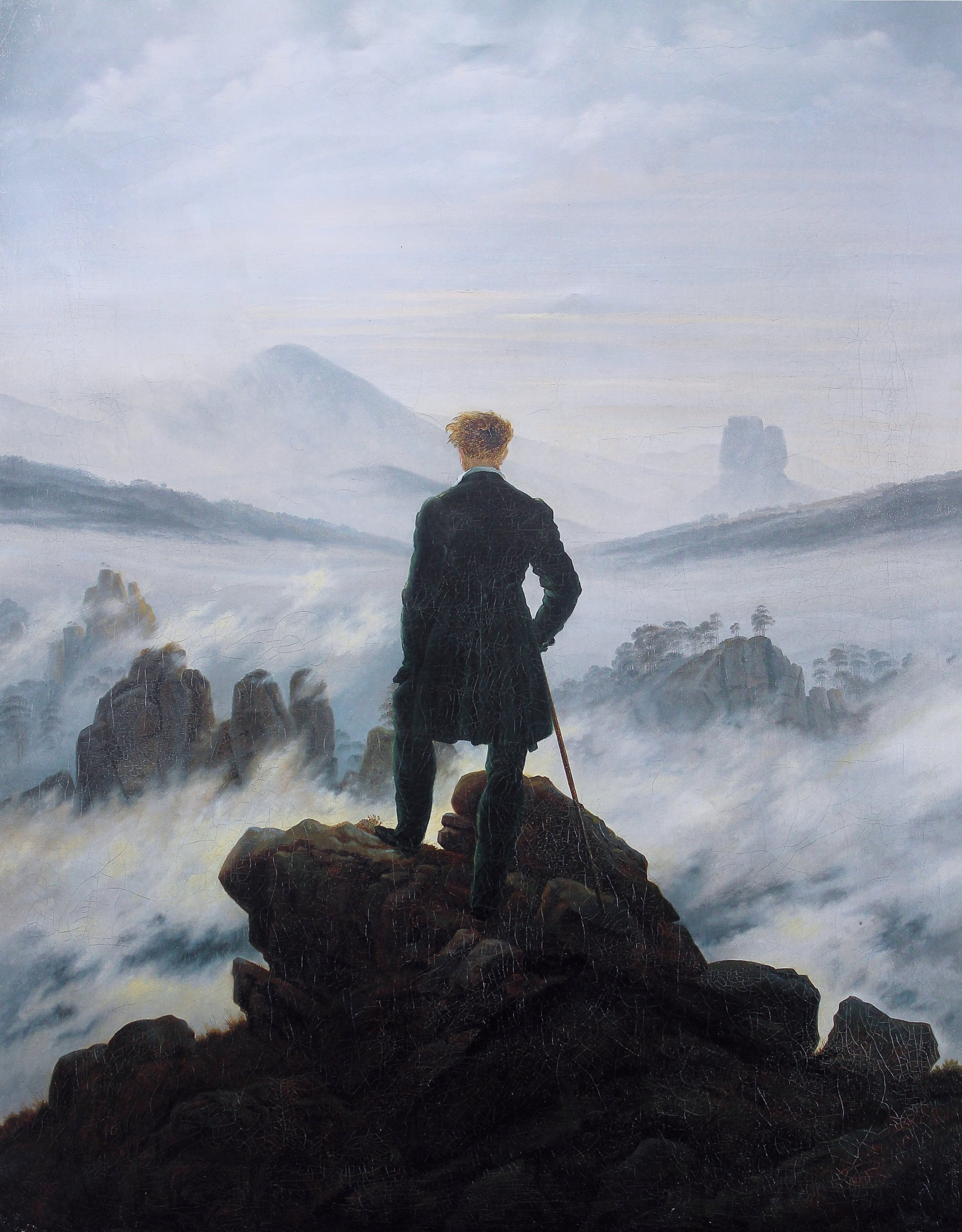
Le Voyageur contemplant une mer de nuages de Caspar David Friedrich

Le romantisme allemand (en allemand Deutsche Romantik) est l'expression en Allemagne de l'art appelé romantisme. Ce mouvement a commencé dans les États allemands en 1770 et a duré jusqu'au milieu des années 1850. Il a aussi bien touché le domaine de la littérature que celui de la musique ou des arts visuels.

## Arrière-plan culturel et historique

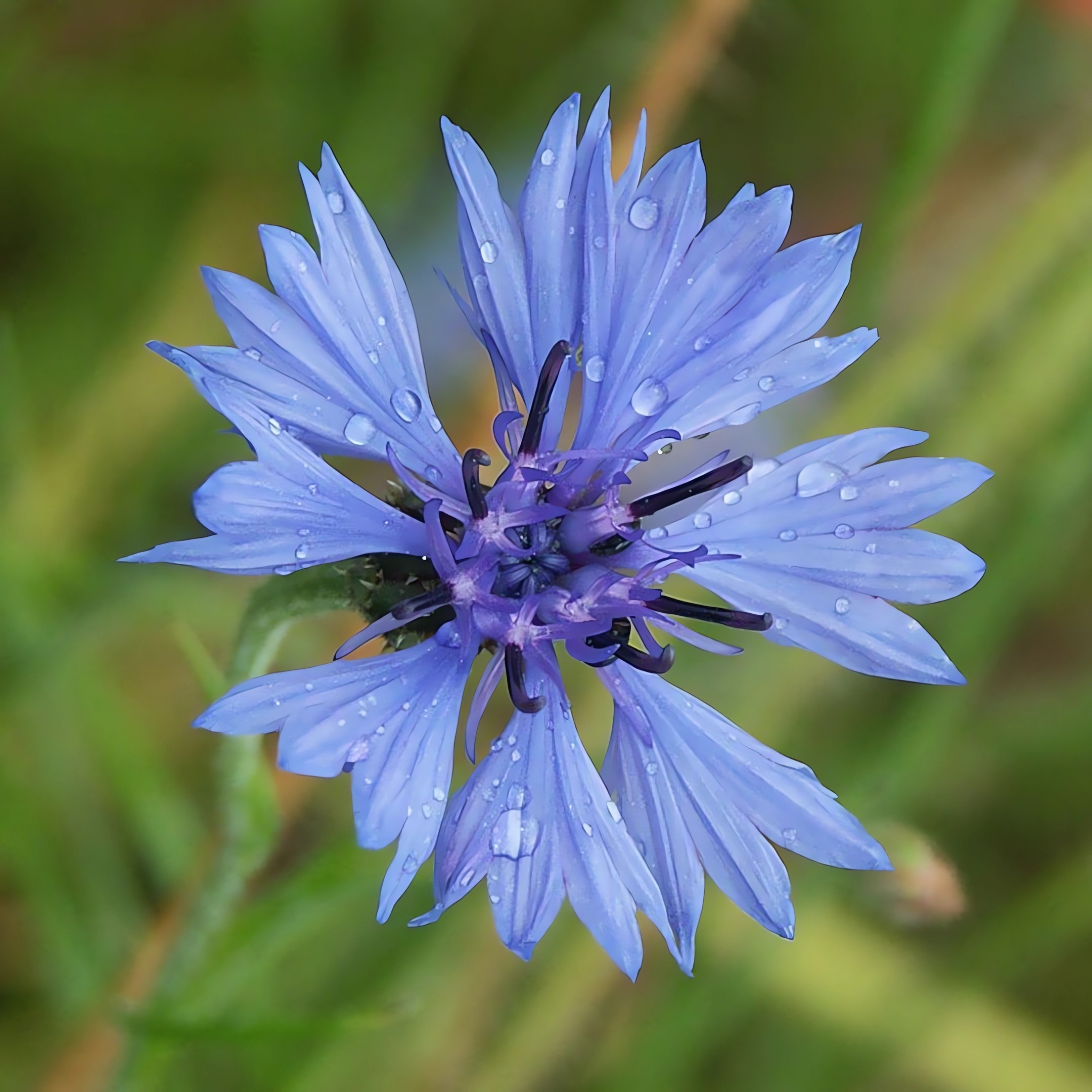
Le bleuet, origine de la fleur bleue ?

Le sentiment, l'individualité, l'expérience personnelle et l'âme torturée sont les bases du romantisme expressif. Le romantisme est né en réaction au monopole de la philosophie de la raison des Lumières et en réaction au classicisme inspiré de l'Antiquité. Les sentiments, la Sehnsucht, le mystère et le secret sont désormais mis en avant. À l'optimisme du progrès inhérent au classicisme est opposée l'incapacité à la décision du romantisme.

### Rupture avec le monde de la raison
Les romantiques représentent une rupture entre le monde de la raison, des « chiffres et des figures » et le monde du sentiment et du merveilleux. Ce qui motive les romantiques est la nostalgie de la guérison du monde, de l'union des contraires en un tout harmonieux.

#### Sehnsucht
La Sehnsucht, sorte de « vague à l'âme », d'« aspiration », d'« ardeur » ou de « langueur », est un mot qui revient beaucoup dans la langue des Romantiques allemands. Les lieux qui sont le plus à même de faire apparaître ces états d'âmes (aussi appelé les vallalah) sont les vallées embrumées, les forêts sombres, les ruines d'abbayes médiévales, la nature, les mythes anciens, etc. Le symbole central de la Sehnsucht, c'est la fleur bleue, issu du roman de Novalis Henri d'Ofterdingen, qui représente la recherche du romantisme de l'unité intérieure, de la guérison, de l'amour, la victoire et de l'infini : « Mais la Fleur Bleue est ce que chacun cherche sans le savoir, qu'on le nomme Dieu, éternité ou amour ».

#### Retour à la tradition populaire
Contrairement aux poètes du classicisme de Weimar, du Sturm und Drang et de l'Aufklärung qui définissaient eux-mêmes leur rôle, celui d'éduquer le peuple à travers la littérature, les poètes du romantisme se donnent pour mission de combler le fossé entre le monde et les individus. L'art leur permet de le faire. Les romantiques cherchent le monde perdu dans les contes, les légendes, les chansons populaires et dans le mysticisme du Moyen Âge. Le vrai n'est pas à trouver dans le domaine intellectuel, mais dans le comportement naturel du peuple. Les danses populaires font corps avec la musique romantique comme chez Franz Schubert. Les frères Grimm collectent les légendes et les contes de tradition orale.

#### Aspects obscurs
À cet aspect du monde correspond un aspect plus noir, celui des pactes avec le diable, de la folie, des fantômes, de la culpabilité et de la mort que l'on retrouve chez Ernst Theodor Amadeus Hoffmann.

### Contexte historique des Guerres napoléoniennes, imagination et émancipation de la bourgeoisie
Le romantisme s'est développé lors des guerres napoléoniennes à la fin du XVIIIe siècle après une ère d'un calme relatif où beaucoup de conflits ont été réglés de manière diplomatique. Alors que le continent européen a subi les campagnes militaires et que chaque pays s'est cherché un héros (Napoléon Bonaparte en France, Horatio Nelson en Angleterre, le Mikhaïl Koutouzov en Russie), les romantiques ont libéré l'imagination. Un second facteur important a été la culture bourgeoise qui a rendu le terrain intellectuel fertile pour l'art et la littérature. Le développement économique a permis aux bourgeois d'acheter plus de livres, d'instruments de musique, de fréquenter les théâtres et d'assister aux concerts et aux opéras.
En réaction à cette émancipation, l'aristocratie s'est refermée sur elle-même. C'est ainsi que parmi les écrivains et les philosophes du XIXe siècle, il se trouve peu d'aristocrates, contrairement au XVIIIe siècle. Sur le plan politique, le romantisme est vu comme le contre-courant du rationalisme des Lumières.

### Réactions contrastées à la Révolution française et au moment de la Restauration

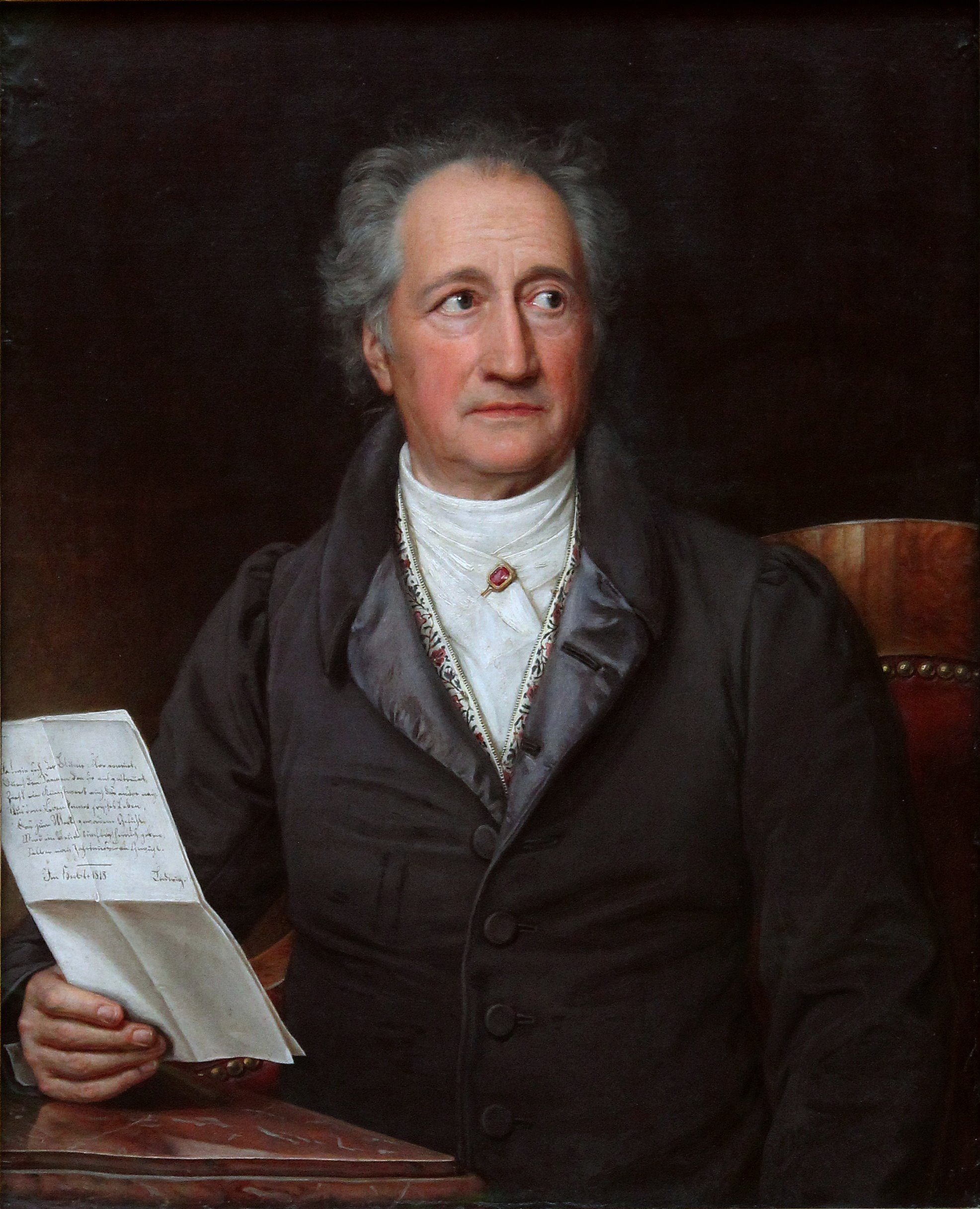
Johann Wolfgang von Goethe

La Révolution française, issue des Lumières, avait été saluée par nombre d'esprits européens, et par plusieurs écrivains et philosophes allemands. Les déceptions seront d'autant plus grandes avec l'arrivée de la Terreur, puis de Napoléon. Dans les micro-États d'Europe Centrale, l'absolutisme n'est pas vécu comme une tyrannie, à la différence de la France. Le "tyran" sera celui qui voudra leur imposer un ordre centralisé et étranger, qui en outre se présente comme l'héritier des Lumières. Il se produit alors un grand renversement vers des idées combattues par les Lumières : le mysticisme et le nationalisme. Ce sentiment est renforcé par les guerres de libération contre l'occupant français.
À la Restauration, nouvelle déception. Les idées nouvelles, qu'on avait laissé se développer en Europe Centrale pour créer un sentiment d'élan national, sont vite combattues par les États issus du congrès de Vienne et leur censure extrême. Cela induit un sentiment de repli sur soi, d'exaltation de la subjectivité, et renforce le retour à la Nature d'une société sursaturée de culture.
L'augmentation de la population urbaine et l'exode rural créaient l'industrialisation. Après l'échec de la révolution de 1848 et 1849, le système absolutiste, les États et le poids institutionnel de l'Église restent inchangés. Le changement nécessaire ne peut pas s'accomplir immédiatement dans ou avec la société. Cela a été une occasion pour les romantiques pour fuir dans la mélancolie, l'imagination, fuir dans des mondes irréels et idylliques.

### Origines littéraires du romantisme
On retrouve à l'origine du romantisme deux courants littéraires. D'un côté, les romans gothiques, que les Anglais lisent avec passion dans la seconde moitié du XVIIIe siècle dont les thèmes sont médiévaux et mystiques, stimulent l'imagination. On y trouve des motifs tels que les esprits, les chevaliers, les châteaux en ruines. Le roman gothique anglais est un genre de la littérature populaire. D'un autre côté, le romantisme allemand est précédé du courant du Sturm und Drang, qui, de la fin du XVIIIe siècle au début du XIXe, a influencé plusieurs grands auteurs classiques comme Johann Wolfgang von Goethe et Friedrich von Schiller dans leur période Sturm und Drang. Le Sturm und Drang s'adresse aux sentiments du lecteur. C'est ainsi que le héros de Goethe, dans Les Souffrances du jeune Werther a servi de modèle à de nombreux jeunes gens du XVIIIe siècle, certains s'habillant comme Werther ou se suicidant comme le héros de Goethe. Les drames de Schiller, notamment Les Brigands et Don Carlos, qui mettent en scène le conflit entre l'individu en quête de liberté et le pouvoir, enflamment les esprits et les préparent à la lutte contre la tyrannie.

## Périodes du romantisme
Le romantisme allemand se divise en plusieurs périodes. Il commence avec le Premier romantisme appelé Frühromantik qui dure de 1795 à 1804. Ce premier romantisme en est aussi le plus absolu, le plus radical. Comme le note Julien Gracq dans une étude sur Kleist, les premiers romantiques, et plus particulièrement Novalis, ne réclamaient rien d'autre que la rédemption immédiate de l'humanité, via la poésie. D'où la tentation, héritée des Lumières, de faire une grande synthèse littéraire du monde telle que l'Encyclopédie de Novalis ou de Hegel.
Le mouvement romantique se poursuivra avec le Hochromantik (de) jusqu'en 1815, puis avec le romantisme tardif jusqu'en 1848. Pour le Hochromantik, on distingue le Cercle de Heidelberg et celui de Berlin. Ces phases ne se sont pas déroulées en même temps dans tous les domaines culturels. Le romantisme tardif ne concernera par exemple la musique qu'au début du XXe siècle avec Gustav Mahler ou Richard Strauss.

Des Romantiques allemands
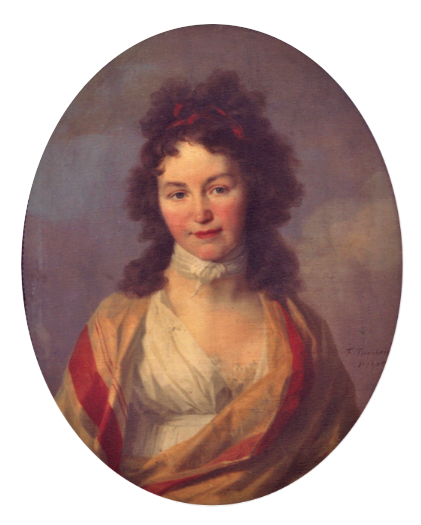
Caroline Schelling
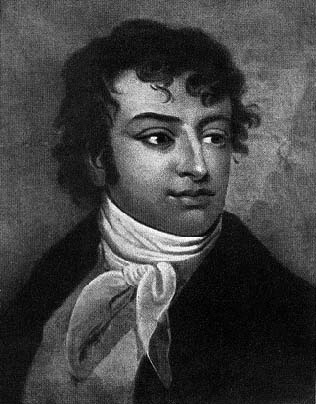
August Wilhelm Schlegel
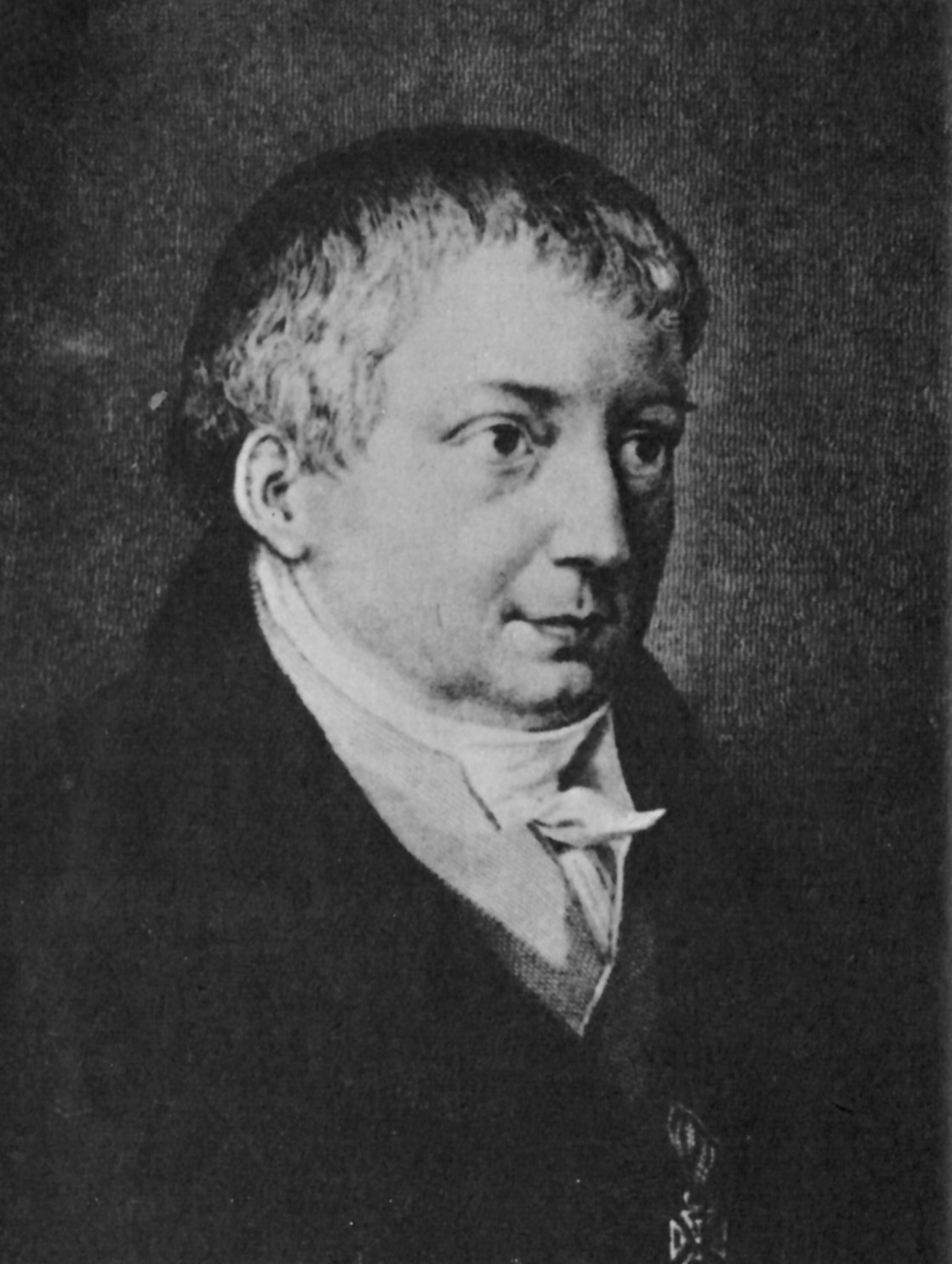
Friedrich Schlegel
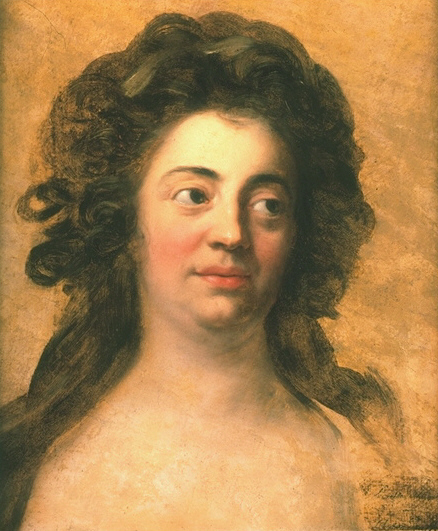
Dorothea Schlegel
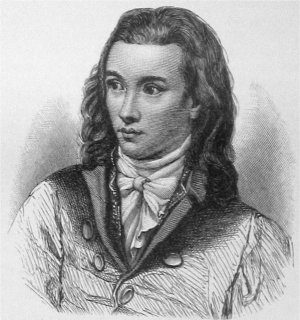
Novalis
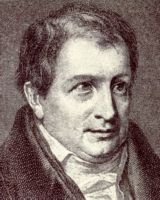
Ludwig Tieck
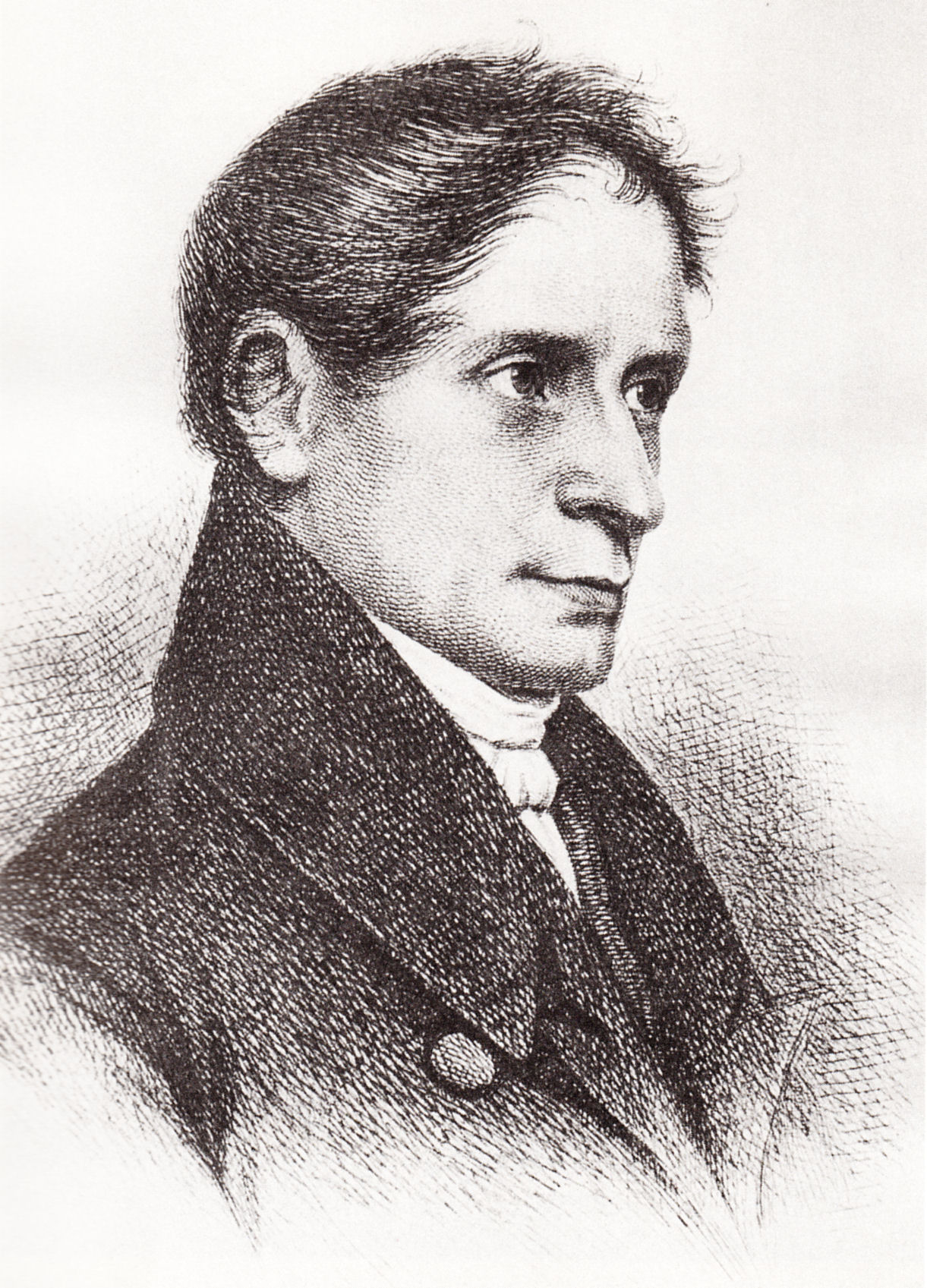
Eichendorff

## Figures de style et caractéristiques

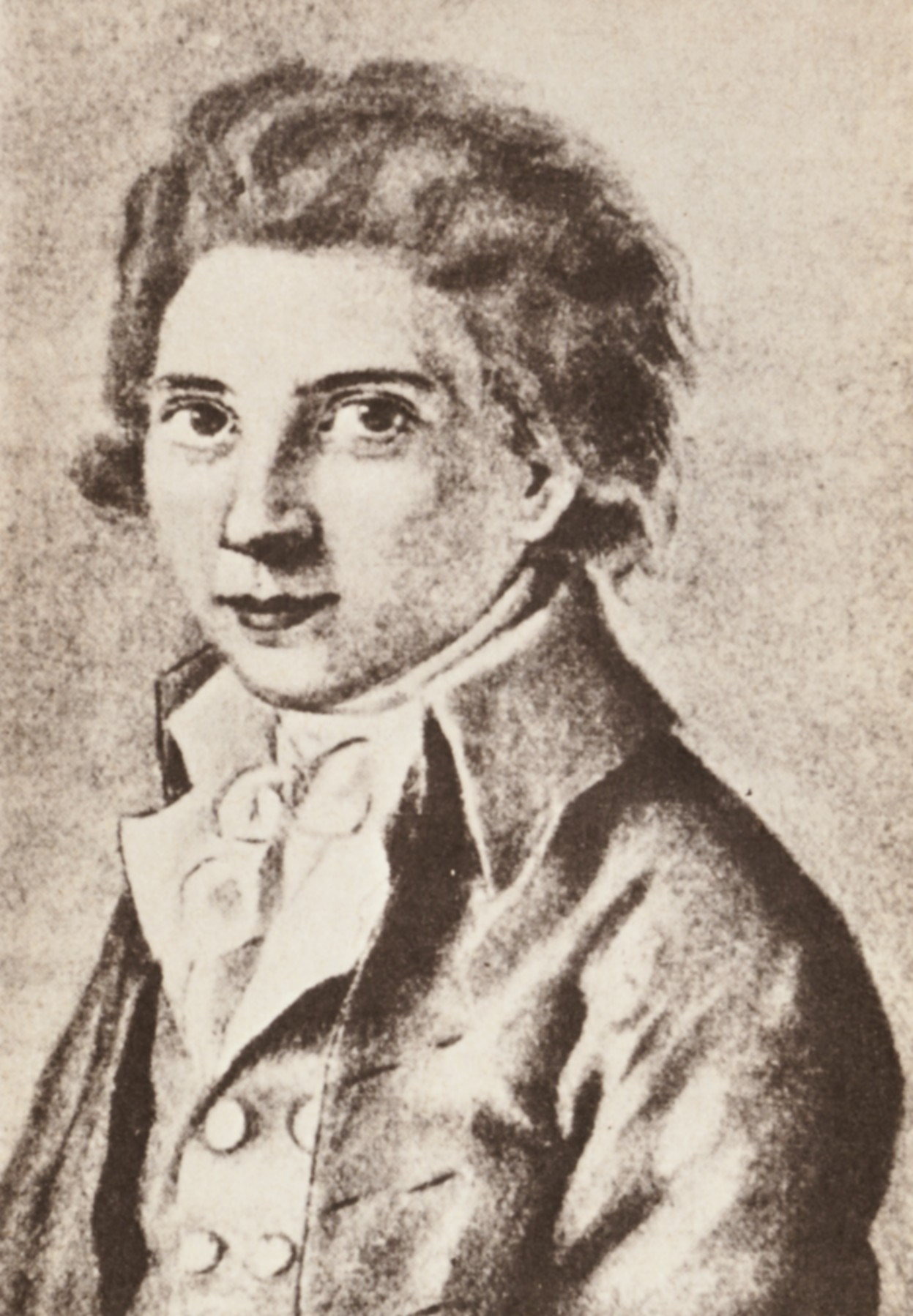
Friedrich Wilhelm Schlelling, philosophe romantique allemand

### Romantisme allemand et réflexion philosophique
Selon Chassard et Weil, les « théoriciens du romantisme » allemand proprement dit (vers 1796-1835) sont Friedrich Schleiermacher (1768-1834) sur (« l'union mystique avec Dieu »), Johann Gottlieb Fichte (1762-1814) (par rapport à « la primauté du Moi absolu ») et Friedrich Wilhelm Schelling (1775-1854) (pour « l'âme du monde »), « fondateur de la philosophie romantique de la nature ».
Johann Gottlieb Fichte, « professeur à l'université d'Iéna, exerce sur les premiers romantiques une véritable fascination » dans « une époque d'incertitudes » en voyant « dans le système kantien une armature solide sur laquelle fonder la morale et la notion de devoir ». Par la suite, « Fichte, déçu par la Révolution française qu'il avait tout d'abord admirée, écrira ses Discours à la Nation allemande (Reden an die deutsche Nation, 1807) où il transposera sur le plan national sa théorie du « moi absolu », affirmant la mission spirituelle conquérante de la nation allemande ».

L'école de Heidelberg, période d'apogée du romantisme allemand se penche toutefois moins sur la réflexion que les « fondateurs de la doctrine », qui représentent les précurseurs ou « préromantiques » de l'école d'Iéna.
Entre science et philosophie, idéalisme allemand et romantisme, Schelling est la figure dominante du courant de la Naturphilosophie qui s'étend en Europe. Quant à Goethe, la nature est selon lui travaillée par une force vivifiante et rajeunissante dans laquelle se retrempent tous les êtres ; cette force « schellingienne », de nature quasi divine, rapproche le naturalisme du panthéisme.

### Romantisme, psychologie et philosophie
L'inconscient est vécu dans la littérature qui le fait apparaître.

#### Romantisme et inconscient
« Le surgissement de l'inconscient dans les jardins bien ordonnés de la raison va bouleverser toute la pensée occidentale », écrit Jacques Fabry. L'auteur de l'article « Inconscient romantique » dans le Dictionnaire du monde germanique explique en quoi « inconscient romantique et philosophie de la nature ont partie liée ». On assiste à une saisie intuitive du « sujet » et de l'« objet » dans « une “physique supérieure” dont la polarité dynamique réconcilie les couples antagonistes ». Novalis et Schelling sont cités en premier lieu : « Novalis rêvae d'une synthèse des sciences et du subjectivisme fichtéen » ; Schelling, « avec son âme du monde, prône l'identité de la nature et de l'esprit ». Avec « le catholique Franz Xaver von Baader » dont le « système est une herméneutique théosophique », le « but est de faire de la religion une science et de la science une religion ». Pour « le très chrétien » Gotthilf Heinrich von Schubert et sa Symbolique du rêve (1814), « mythes collectifs, visions poétiques et oniriques dévoilent l'unité fondamentale des données physiques et psychiques de l'homme ». Par Carl Gustav Carus pour lequel « la connaissance de la vie psychique consciente a sa clé dans l'inconscient » et qui distingue « un inconscient absolu et un inconscient collectif », on en arrive à un prolongement dans le XXe siècle permettant d'évoquer « l'inconscient personnel et l'inconscient collectif de Jung ». Au travers d'autres auteurs cités, Eduard von Hartmann, influencé par Schopenhauer (« inconscient intelligent et doué de volonté »), et « le néoromantique Ludwig Klages », on se rapprocherait, selon Fabry, de Freud dont « l'inconscient vit de désirs refoulés » que « le conscient veut ignorer ».

#### Freud et le romantisme allemand
Dans l'article « Romantisme allemand et psychanalyse » du Dictionnaire international de la psychanalyse, Madeleine et Henri Vermorel commencent par l'évocation d'un texte de Thomas Mann écrit en 1929 tel qu'il est cité en référence bibliographique par les deux auteurs. Dans ce texte, rapportent H. et M. Vermorel, Mann tient le romantisme pour le mouvement « le plus révolutionnaire et le plus radical de l'esprit allemand ». Selon eux, le romantisme serait « avec la judéité et Les Lumières », l'une « des sources majeures de l'inspiration de Freud ».
H. et M. Vermorel montrent comment « on retrouve dans la psychanalyse, un siècle après tous les thèmes défrichés par la médecine et la science romantique : le rêve et sa “valeur psychique”, la pulsion, le refoulement dont la levée est source d'“inquiétante étrangeté” (Schelling) — l'unheimlich étant un concept central du romantisme et de la psychanalyse —, l'interprétation laïcisée par Schleiermacher et même appliquée par lui à la parole, sans oublier le Witz, alliage de la pensée juive et de l'ironie romantique, dont Jean Paul et Schlegel sont les théoriciens sur lesquels s'appuie Freud, en compagnie de Henri Heine ». Ils insistent sur ce dernier, Heine, le « Romantique défroqué », que Freud cite souvent comme son « modèle » du « juif athée, “frère d'incroyance” de Spinoza, l'une des sources des romantiques ».
Freud, en 1924, « reconnaît allusivement le romantisme comme une préhistoire de la psychanalyse », ajoutent finalement H. et M. Vermorel dans la conclusion de leur article, tandis que Ludwig Binswanger « pointe la fidélité de Freud au concept de la nature comme “essence mythique” », en écho au jugement de Thomas Mann qui « apprécie la psychanalyse comme un romantisme devenu scientifique ». Freud cite par ailleurs souvent Goethe, notamment en tant que représentation symbolique appuyant ses théories psychanalytiques.

### Une poésie universelle progressive
Frédéric Schlegel a marqué en tant que théoricien du mouvement le concept de poésie universelle progressive qu'il développe dans le fragment 116 de l'Athenäum. L'artiste doit être considéré comme un génie libre de sa création. Les unités aristotéliciennes de lieu, de temps et d'action perdent de leur importance. Le roman est le lieu de la subjectivité de l'auteur. Le but est de mêler philosophie, poésie, génie et critique. Le caractère fragmentaire devient l'une des caractéristiques des œuvres romantiques. Schlegel veut ainsi souligner le processus de création qui suit l'arbitraire et la liberté du poète.

#### Formes ouvertes
Ni la forme ni le contenu ne sont figés. Les chansons, les récits, les contes et les poèmes sont mélangés. La poésie, la science et la philosophie sont reliées entre elles.

### L'ironie romantique
L'auteur se situe au-dessus de son œuvre. Il est maître de ce qu'il écrit. L'ironie romantique désigne les auto-références à l'œuvre. Lorsque le héros d'une pièce de théâtre est en danger et qu'il dit par exemple « Mais on ne meurt pas en plein milieu du troisième acte ! », c'est un exemple d'ironie romantique.
Selon Chassard et Weil, certains romantiques « utilisent comme un frein l'arme de l'ironie » afin d'« éviter d'être débordés par l'irrationnel » : à « la synthèse du classicisme : raison / sentiment », la lucidité substitue « une autre association : ironie/magie, qui confère au romantisme allemand sa spécificité ».
Le Witz est à distinguer de l'ironie. Hegel, qui se montre critique envers l'ironie romantique, utilise dans sa thèse le Witz dans une définition classique du philosophe scolaire allemand Christian Wolff.

### Tradition et Moyen Âge
Le romantisme du Hochromantik collecte la poésie populaire. Les contes des frères Grimm et le recueil Des Knaben Wunderhorn en sont les exemples les plus célèbres. Toutefois, dès leur publication, on[Qui ?] a critiqué le travail littéraire que les auteurs ont fait sur ces contes[réf. souhaitée].
Le Moyen Âge est célébré comme un idéal. L'art et l'architecture de cette époque sont appréciés, protégés et collectés.[réf. souhaitée]

## Motifs du romantisme
- La Fleur Bleue (de)
- Le motif du voyage
- Le motif du miroir
- Le motif du sosie (Doppelgänger)
- Les êtres fabuleux comme les fées et fantastiques comme les fantômes
- La nuit
- La nostalgie
- Les saisons
- La critique des petits-bourgeois
- Mystification et célébration du Moyen Âge
- Sentiment national

## Représentants du romantisme

### Philosophes

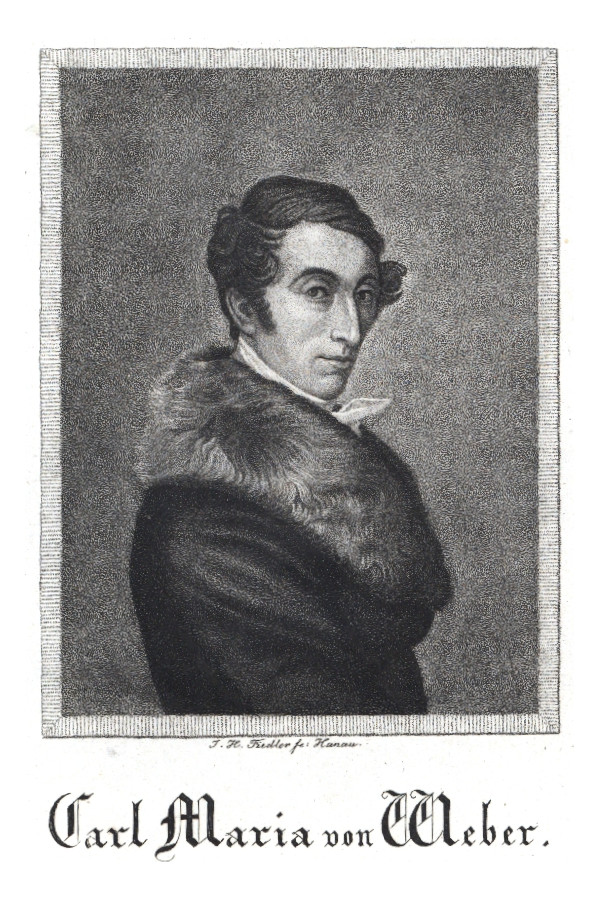
Carl Maria von Weber, compositeur, auteur du Der Freischütz, un des premiers opéras romantiques, 1821. Gravure de J.H. Fiedler, 1828.

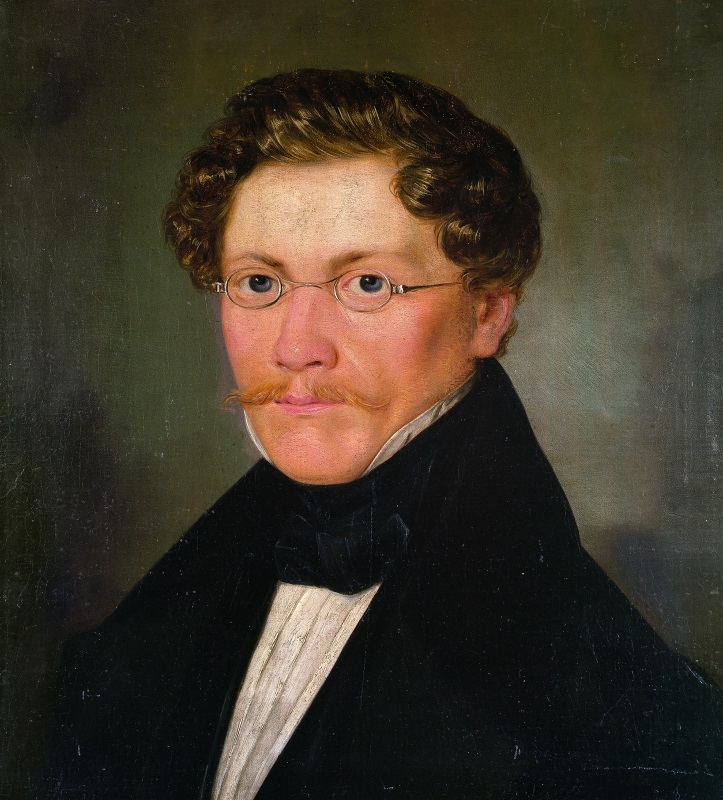
Carl Spitzweg. Autoportrait, 1842, huile sur toile,, Museum Georg Schäfer, Schweinfurt, Allemagne.

Franz Xaver von Baader, Carl Gustav Carus, Gustav Fechner, Johann Gottlieb Fichte, Johann Wolfgang von Goethe, Johann Gottfried von Herder, Wilhelm von Humboldt, Friedrich Heinrich Jacobi, Gotthold Ephraim Lessing, Franz-Anton Mesmer, Karl Philipp Moritz, Adam Müller, Novalis, Jean Paul, Johann Wilhelm Ritter, Friedrich Schelling, Friedrich Schlegel, Friedrich Schleiermacher, Arthur Schopenhauer, Gotthilf Heinrich von Schubert, Germaine de Staël, Heinrich Steffens, Ludwig Tieck, Ignaz Paul Vital Troxler

### Musiciens
Felix Mendelssohn, Johannes Brahms, Franz Schubert, Robert Schumann, Richard Strauss, Richard Wagner, Carl Maria von Weber, Gustav Mahler, Hans Rott, Anton Bruckner, Ludwig van Beethoven, Franz Liszt, Hugo Wolf

### En littérature
Ernst Moritz Arndt, Bettina von Arnim, Achim von Arnim, August Ferdinand Bernhardi, Bonaventura, Clemens Brentano, Adelbert von Chamisso, Joseph von Eichendorff, Friedrich de La Motte-Fouqué, les frères Grimm, Karoline von Günderrode, Wilhelm Hauff, E. T. A. Hoffmann, Friedrich Hölderlin, Charlotte von Kalb, Otto von Loeben (de), Heinrich von Kleist, Ernst August Friedrich Klingemann, Sophie Mereau, Adam Müller, Wilhelm Müller, Novalis, Jean Paul, Max von Schenkendorf, Friedrich Schleiermacher, Auguste Schlegel, Frédéric Schlegel, Ernst Schulze (de), Ludwig Tieck, Ludwig Uhland, Rahel Varnhagen, Dorothea Veit, Wilhelm Heinrich Wackenroder, Zacharias Werner, Friedrich Gottlob Wetzel (de)

### Peintres
- Carl Wilhelm Kolbe l'Ancien (1757-1835)
- Karl Lappe (de) (1773-1843)
- Caspar David Friedrich (1774-1840)
- Philipp Otto Runge (1777-1810)
- Friedrich August von Klinkowström (de) (1778-1835), alias Friedrich Kindmann
- Franz Pforr (1788-1812)
- Johann Friedrich Overbeck (1789-1869)
- Julius Schnorr von Carolsfeld (1794-1872)[16]
- Carl Spitzweg (1808-1885)
- Voir peinture germanique

### Sculpteurs
- Christian Daniel Rauch

#### Ouvrages en français
(Par ordre alphabétique)
- Roger Ayrault, La genèse du romantisme allemand Tomes 1. et 2.: Situation spirituelle de l'Allemagne dans la deuxième moitié du XVIIIe siècle, Paris, Aubier - Éditions Montaigne, 1961 ;
  - La genèse du romantisme allemand Tome 3 : 1797-1804 (I) Baader; Brentano; Hülsen; Novalis; Ritter; Schelling; Steffens; les Schlegel: Auguste Wilhelm, Caroline, Dorothée, Friedrich; Schleiermacher; Tieck; Wilhelm Heinrich Wackenroder, Paris, Aubier - Éditions Montaigne, 1969 ;
  - La genèse du romantisme allemand Tome 4: 1797-1804 (II) Baader; Brentano; Hülsen; Novalis; Ritter; Schelling; Steffens; les Schlegel: Auguste Wilhelm, Caroline, Dorothée, Friedrich; Schleiermacher; Tieck; Wackenroder, Paris, Aubier - Éditions Montaigne, 1976.
- Émile Bréhier et Paul Ricœur, Histoire de la philosophie allemande troisième édition mise à jour P.Ricœur, VRIN, coll. « Bibliothèque d'histoire de la philosophie », 1954.
- Marcel Brion : L'Allemagne romantique, 4 volumes, Albin Michel, 1978 (1re éd. 1962).
- Jean Chassard et Gonthier Weil, Histoire de la littérature de langue allemande — des origines à nos jours, Paris, Hachette, 1981,  (ISBN 2 01 005613 2)
- Collectif, Romantiques allemands, Tome I, Maxime Alexandre (dir.), Paris, Gallimard, Bibliothèque de la Pléiade, 1963,  (ISBN 9782070104833), site de Gallimard consulté le 21 septembre 2019 [lire en ligne]
- Collectif, Romantiques allemands, Tome II, Jean-Claude Schneider et Erika Tunner (dir.), Paris, Gallimard, Bibliothèque de la Pléiade, 1973,  (ISBN 9782070106929), site de Gallimard consulté le 21 septembre 2019 [lire en ligne]
- Élisabeth Décultot, « Romantisme allemand (histoire littéraire) », dans Dictionnaire du monde germanique, dir. Élisabeth Décultot, Michel Espagne et Jacques Le Rider, Paris, Bayard, 2007  (ISBN 978 2 227 47652 3).
- Jacques Droz, « Le romantisme politique en Allemagne », Paris, éd. Armand Colin, 1963.
- Augustin Dumont et Laurent Van Eynde (dir.), Modernité romantique. Enjeux d'une relecture, Paris, Kimé, 2011, (Textes de : Hölderlin, Jean Paul, Ludwig Tieck, Novalis, les frères Frédéric et Auguste Schlegel, Wackenroder, un poète inconnu, Franz Xaver von Baader, F.G. Wetzel, Hendrik Steffens, Clemens Brentano, Achim von Arnim, Adelbert von Chamisso, E.T.A. Hoffmann, Friedrich de La Motte-Fouqué, Contessa, Heinrich von Kleist, Karoline von Günderode, Bettina von Arnim, Beethoven, Eichendorff, Georg Büchner, Christian Dietrich Grabbe, Eduard Mörike).
- Augustin Dumont, De l'Autre imprévu à l'Autre impossible : Essais sur le romantisme allemand, Münster, LIT-Verlag, 2016.
- Laurent van Eynde, Introduction au romantisme d'Iéna : Friedrich Schlegel et l'Athenäum, Bruxelles, Ousia, 1997.
- Jacques Fabry, « Inconscient romantique », dans Dictionnaire du monde germanique, dir. Élisabeth Décultot, Michel Espagne et Jacques Le Rider, Paris, Bayard, 2007  (ISBN 978 2 227 47652 3).
- Armel Guerne (dir), Les Romantiques allemands, présentation d'Armel Guerne, Traductions par Armel Guerne, Albert Béguin, Lou Bruder, Jean-François Chabrun, René Jaudon, Flora Klee-Palyi, Gilbert Socart et Robert Valençay, Desclée de Brouwer, 1956, 1963 ; Phébus, 2004.
- Georges Gusdorf,
  - Fondements du savoir romantique, Paris, Payot, 1982 ;
  - Du néant à Dieu dans le savoir romantique, Paris, Payot, 1983 ;
  - L'homme romantique, Paris, Payot, 1984 ;
  - Le savoir romantique de la nature, Paris, Payot, 1985.
- « La forme poétique du monde. Anthologie de textes du romantisme allemand », trad.fr. et présentation de Charles Leblanc, Laurent Margantin et O. Schefer, Paris, éd. José Corti, 2003,  (ISBN 2714308163 et 9782714308160).
- Béatrice Poignonec, Essai sur la compréhension de la naissance du romantisme allemand : la réponse à un défi, Paris, Edilivre, 2010.
- Olivier Schefer, « Novalis », biographie, Paris, éd. du Félin, 2011.
- Hinrich Sieveking & al. L'Âge d'or du romantisme allemand, cat. exp. Musée de la vie romantique, Paris - éd. Paris-Musées, 2008
- André Stanguennec, « La philosophie romantique allemande », Paris, éd.Vrin, « Bibliothèque des Philosophies », 2011.
- André Stanguennec et Daniel Lancereau(éds), « Arts et sciences du romantisme allemand », Rennes, Presses Universitaires de Rennes, 2018.
- Henri et Madeleine Vermorel, « romantisme allemand et psychanalyse » dans Dictionnaire international de la psychanalyse (Dir. Alain de Mijolla), entrée , article de Henri et Madeleine Vermorel, Paris, Hachette Littératures, coll. « Grand Pluriel », 2005.
- Henri Vermorel, Anne Clancier, Madeleine Vermorel (dir.), Freud — Judéité, lumières et romantisme (Actes du Colloque de Cerisy de 1990 sur « Freud et la psychanalyse: de Goethe et des romantiques allemands à la modernité viennoise », site consulté le 22 septembre 2019: [lire en ligne]), Lausanne (Switzerland) - Paris, Delachaud et Nietslé S.A., 1995.
- Daniel Wilhem, Les romantiques allemands, Paris, Le Seuil, 1980.

#### Ouvrages en allemand
- (de) Christian Baier: Romantiker. Édition Splitter, Wien 2006.
- (de) Marianne Bernhard (Hg.): Deutsche Romantik. Handzeichnungen. Herrsching: Pawlak, o. J. [Band 1: Carl Blechen (1798–1840) bis Friedrich Olivier (1791–1859); Band 2: Johann Friedrich Overbeck (1789–1869) bis Christian Xeller (1784–1872)].
- (de) Karl Heinz Bohrer (de): Die Kritik der Romantik. Frankfurt a. M.: Suhrkamp 1989.
- (de) Karl Heinz Bohrer: Der romantische Brief. Frankfurt a. M.: Suhrkamp 1989.
- (de) Werner Busch (de): Caspar David Friedrich. Ästhetik und Religion. C.H. Beck, München 2003  (ISBN 3-406-50308-X).
- (de) Manfred Frank: Einführung in die frühromantische Ästhetik. Frankfurt a. M.: Suhrkamp 1989.
- (de) Manfred Frank: Kaltes Herz. Unendliche Fahrt. Neue Mythologie. Frankfurt a. M.: Suhrkamp 1989.
- (de) Peter Hacks: Zur Romantik, Hamburg: Konkret Literatur Verlag 2001.
- (de) Gerda Heinrich: Geschichtsphilosophische Positionen der deutschen Frühromantik. Kronberg/Ts.: Scriptor 1977.
- (de) Berlin Isaiah: Die Wurzeln der Romantik.
- (de) Eckart Kleßmann: Die deutsche Romantik. Köln: DuMont 1979.
- (de) Ernst Krause (de): Richard Strauss – Der letzte Romantiker.
- (de) Detlef Kremer (de): Romantik, Stuttgart: Metzler 2003.
- (de) Eberhard Roters (de): Jenseits von Arkadien. Die romantische Landschaft. Köln: DuMont 1995.
- (de) Rüdiger Safranski: Romantik. Eine deutsche Affäre. Hanser, München 2007.
- (de) Rüdiger Safranski (Hrsg.): Romantik – was sonst bei dem Sauwetter? Texte der Rommantik. Hanser, München 2007.
- (de) Helmut Schanze (de) (Hrsg.): Romantik-Handbuch. Stuttgart: Kröner 1994.
- (de) Carl Schmitt: Politische Romantik, Berlin: Duncker & Humblot 1919, 1925, 1968.
- (de) Hans Steffen (Hrsg.): Die deutsche Romantik. Göttingen: Vandenhoeck & Ruprecht 1989.
- (de) Silvio Vietta (Hrsg.): Die literarische Frühromantik. Göttingen: Vandenhoeck & Ruprecht 1983.
- (de) Winfried Wehle (de) (mit K. Maurer): Romantik – Aufbruch in die Moderne. Romanistisches Kolloquium V, München 1991.
- (de) Benno von Wiese (de): Romantik. Für die Gegenwart ausgewählte Texte. Verlag Carl Ueberreuter, Wien-Heidelberg.
- (de) Theodore Ziolkowski: Das Amt der Poeten. Die deutsche Romantik und ihre Institutionen. München: dtv 1994.

#### Ouvrages en anglais
- (en) Frederick C. Beiser, The Romantic Imperative. The Concept of Early German Romanticism, Harvard (Ma.), Harvard University Press, 2006.